# Cipolla
Cipolla (csipolla) szemfényvesztő, hipnotizőr Thomas Mann Mario és a varázsló című novellájában.

## Alakja
Alkalmi előadáson a púpos termetű, gunyoros és erőszakos mutatványos, aki magát „Cipolla lovag”-ként hirdette, azzal szórakoztatta a közönségét, hogy önként jelentkezőket hipnotizált, majd groteszk és megalázó mutatványokra kényszerítette őket. Mario, a fiatal írástudatlan pincér a szuggesztió hatására kedvesének vélte, szerelmet vallott neki, s megcsókolta a közönség nagy mulatságára. Felocsúdva felismerte a helyzetet, és lelőtte a sikerében sütkérező „varázslót”.
Hagyományos értelmezés szerint Cipolla alakja a fasizmust testesíti meg, s csak a nyílt erőszakot lehet szembeszegezni vele. Az írónak saját kijelentései is erre utalnak.